# Сойка сіровола
Сойка сіровола (Aphelocoma wollweberi) — вид горобцеподібних птахів родини воронових (Corvidae). Поширений у Мексиці та на півдні США.

## Поширення
Ареал виду простягається від південних частин американських штатів Техас, Нью-Мексико та Аризона до північної Мексики. Воліє жити в дубових або змішаних лісах.

## Підвиди
- Aphelocoma wollweberi arizonae (Ridgway, 1874) — широко поширений на території між південно-східною Аризоною, південним заходом Нью-Мексико, північно-західним Чіуауа і північною Сонорою;
- Aphelocoma wollweberi wollweberi Kaup, 1854 — від південно-східної Сонори через Західну Сьєрра-Мадре на південь до західного Сакатекасу, Наяриту та північного Халіско;
- Aphelocoma wollweberi potosina Nelson, 1899 — від Сан-Луїс-Потосі до центрального Ідальго;
- Aphelocoma wollweberi couchii Baird, 1858 — від гір Чісос на південь через Сьєрра-Мадре Орієнтал на південь до північного Сан-Луїс-Потосі.

## Опис
Птах досягає в довжину 29 сантиметрів і важить від 105 до 144 г. Голова, верхівки крил і хвіст яскраво-блакитні. Оперення спини від тьмяно-блакитного до блакитно-сірого кольору, низ білувато-сірий. Дзьоб і ноги мають чорнувато-коричневий або чорний колір. Статевого диморфізму немає.

## Поведінка
Птах трапляється невеликими групами. Їжу шукає переважно на землі. Раціон складається здебільшого з жолудів, кедрових горішків і горіхів, деякі з яких закопують у землю як запас. Також їсть комах, ягоди, ящірок і невеликих змій.
Гніздиться невеликими колоніями, зазвичай на високих деревах. Відкладається чотири-п'ять яєць. Інкубаційний період становить близько 18 днів. Саммця насиджує сама, і в цей період кормом її забезпечують члени колонії. Обоє батьків годують пташенят, які вилітають через 25-28 днів, а потім ще деякий час їх годують батьки.